# Ingo Schramm
Ingo Schramm (* 25. Oktober 1962 in Leipzig) ist ein deutscher Schriftsteller.

## Leben
Ingo Schramm zog 1966 mit seinen Eltern nach Ost-Berlin. Nachdem er eine Lehre als Buchhändler absolviert hatte, arbeitete er 1982/83 als Bibliothekar in Halle/Saale. Gleichzeitig begann er mit der Veröffentlichung eigener literarischer Werke. Schramm lebt seit 1990 als freier Schriftsteller in Berlin.
Ingo Schramm ist Verfasser von Romanen, Gedichten und Hörspielen. 2001 wurde er mit einem Stipendium von Schloss Wiepersdorf ausgezeichnet. Schramm nahm 1996 am Ingeborg-Bachmann-Preis teil.

## Werke
- Fitchers Blau, Verlag Volk & Welt, Berlin 1996, ISBN 3-353-01050-5.
- Aprilmechanik, Berlin 1997.
- Entzweigesperrt, Berlin 1998.
- Die Feigheit der Fische, Berlin 2000.
- Der Irbis, Erzählung, Mirabilis Verlag 2014, ISBN 978-3-9814925-7-6